# Ilaria Capua
Ilaria Capua (Roma, 21 de abril de 1966) es una veterinaria y política italiana, conocida por sus estudios sobre el virus de la gripe y, en particular, sobre la gripe aviar. En 2013 fue elegida diputada por el partido Elección Cívica (Scelta Civica). En 2006 tuvo un considerable impacto internacional su decisión de hacer pública la secuencia genética del virus de la gripe, favoreciendo el desarrollo del llamado acceso abierto en la investigación científica, y promoviendo una campaña internaciones a favor del libre acceso a los datos de las secuencias genéticas de los virus de influenza. Por este motivo la revista científica Seed la ha nombrado "mente revolucionaria" y estuvo entre los 50 primeros científicos según la Scientific American.

## Biografía
Ilaria Capua está casada con un escocés, Richard, y tiene una hija nacida en el 2004. Es prima de la modelo Roberta Capua.

### Formación
Nacida en Roma en 1966, Ilaria se graduó con honores por la Universidad de Perugia en el año 1989 y en 1991 obtuvo una especialización en la Universidad de Pisa en Higiene y Sanidad Animal. Luego obtuvo un doctorado de investigación en la Universidad de Padua.

### Actividad científica
Se desempeñó como directora del Departamento de Ciencias Biomédicas Comparadas del Instituto Zooprofiláctico Experimental de Venecia en Legnaro. El Departamento es la sede del Centro Nacional de Referencia, la Organización de las Naciones Unidas para la Alimentación y la Agricultura (FAO) y la Organización Mundial de Sanidad Animal (OIE), para la gripe aviar y la enfermedad de Newcastle y el Centro Colaborador para Enfermedades Infecciosas en la interfaz entre hombre y animales. También fue designado recientemente como Centro de Referencia de la FAO para la rabia. En 2000, desarrolló la estrategia "DIVA" (Differentiating Vaccinated from Infected Animals - diferenciando animales infectados y vacunados), la primera estrategia de vacunación contra la influenza aviar con una prueba que puede revelar si los anticuerpos presentes en un paciente fueron causados por la vacuna o infección. DIVA es ahora entre las estrategias recomendadas por las organizaciones internacionales como la FAO y la Unión Europea para luchar contra la gripe aviar a una escala global.
En 2006, con su decisión de desafiar el sistema y depositar la secuencia genética de la primera cepa africana de la gripe H5N1 en GenBank (una base de datos de acceso abierto) y no en una base de datos de acceso limitado, comenzó un debate internacional sobre la transparencia de datos, que ha modificado los mecanismos internacionales de formulación de planes para enfrentar pandemias. Su iniciativa encontró eco en la prensa internacional, incluyendo el Wall Street Journal,
el New York Times
y el Washington Post además de otros medios científicos como Science y Nature.
En la actualidad, gracias a esa iniciativa, la OMS, la FAO y la OIE promueven y sostienen mecanismos de colaboración más eficientes, y promueven la transparencia de los datos y una aproximación interdisciplinaria para mejorar la preparación ante posibles pandemias.
Su inclinación a cuestionar los enfoques establecidos también se ha demostrado cuando presentó datos científicos para apoyar el hecho de que la próxima pandemia de gripe humana podría ser causada por un virus animal del subtipo H1 y no por un H5, lo que efectivamente sucedió, a pesar del escepticismo y la incredulidad de muchos de sus colegas. El trabajo fue publicado en "PLoS Pathogens" en 2009.
A través de los años ha dedicado sus esfuerzos a superar las barreras entre la medicina humana y veterinaria en la visión integral que no puede haber una salud humana distinta de la salud de los animales y del ambiente, llevando adelante visión denominada"One Health" ("Una Salud"). Hasta la fecha, su grupo se ocupa principalmente de la enfermedad viral contagiosa de los animales a los seres humanos y en desarrollar estrategias de control adecuadas para la protección de la salud pública y la salud animal.
Ha publicado más de 200 artículos en revistas internacionales arbitradas, capítulos de libros científicos y dos libros de texto sobre la gripe aviar y la enfermedad de Newcastle.
El grupo de Ilaria Capua se compone de más de 70 personas, incluyendo algunos investigadores extranjeros. El Instituto Zooprofiláctico Exeprimental de Venecia es uno de los 10 institutos italianos de prevención de zoonosis que dependen del Ministerio de Salud y de las regiones del Veneto, Friuli-Venecia Julia, y de las provincias autónomas de Trento y Bolzano.
Desde junio de 2016 dirige un departamento del Instituto de Patógenos Emergete de la Universidad de la Florida.

### Actividad política
Fue candidata en las elecciones generales de Italia de 2013 como cabeza de lista de Elección Ciudadana en la curcunscripción Véneto 1, siendo electa dipuatada para la XVII Legislatura de la República de Italia.
Del 7 de mayo de 2013 al 20 de julio de 2015 fue Vicepresidente de la XII Comisión de Asuntos Sociales de la Cámara.

## Procesos judiciales
En abril de 2014, según lo publicado por el semanario L'Espresso el 4 de abril de 2014, se encontró implicada y bajo investigación por asociación ilícita con fines de corrupción, abuso de poder y el tráfico ilegal de virus. La investigación habría involucrado alrededor de 38 personas, entre ellas el director general de Zooprofilaxis, Igino Andrighetto; el director de Salud, Stefano Marangon; altos funcionarios del Ministerio de Salud, incluyendo Romano Marabelli, Gaetana Ferri y Ugo Santucci, además del marido de Capua. El semanario L'Espresso reportó una supuesta transferencia ilegal de cepas virales a  compañías farmacéuticas para la producción de vacunas veterinarias y explotación ilícita de los derechos de patente DIVA con el establecimiento de un cartel de las industrias farmacéuticas veterinarias para el control de la epidemia H7 en aves de corral en los años 1999-2006.
Todos los cargos fueron rechazados públicamente por Capua, en una carta de fecha 6 de abril de 2014, al Corriere del Veneto: "Las falsas y sorprendentes acusaciones que han sido impulsadas por el semanario l'Espresso dañan mi imagen y reputación. Estoy segura de que seré exonerada".
En julio de 2016 fue absuelta de todos los cargos por falta de pruebas.

## Obra
- Ilaria Capua, Franco Mutinelli (2001).  Papi, ed. A colour atlas and text on Avian Influenza. Casalecchio di Reno. ISBN 88-88369-00-7.
- Ilaria Capua (2007).  Zanichelli, ed. Idee per diventare veterinario. Dallo studio delle malattie degli animali alla prevenzione dell'influenza aviaria. Bologna. ISBN 978-88-08-26628-6.
- Ilaria Capua, Dennis Alexander (2009).  Springer, ed. Avian influenza and Newcastle disease. A field and laboratory manual. Milano. ISBN 978-88-470-0825-0.
- Ilaria Capua (2012).  Marsilio, ed. I virus non aspettano. Avventure, disavventure e riflessioni di una ricercatrice globetrotter. Venecia. ISBN 978-88-317-1295-8.
- Ilaria Capua, Abbecedario di Montecitorio, Padova, In Edibus, 2016

## Distinciones y premios

### Distinciones
- 2012 - Grande Ufficiale Ordine al Merito della Repubblica Italiana, por iniciativa del Presidente de la República.[17]

### Premios
- 2005 - Houghton Trust Award (WVPA)[18]
- 2006 - Promed Award for reporting on the internet (ProMed)[19]
- 2007 - Scientific American 50 award de la revista científica Scientific American.[6]
- 2008 - Premio "Revolutionary Mind" de la revista científica Seed.[5]
- 2009 - Premio "Grande Ippocrate per il ricercatore medico dell'año.[20]
- 2011 - Penn Vet World Leadership in Animal Health Award por la Universidad de Pensilvania.[21][22]
- 2012 - Gordon Memorial Medal Nottingham.[23][24]
- 2013 - Premio Internazionale "Guido Lenghi e Flaviano Magrassi" de la Accademia Nazionale dei Lincei por la Virología biológica o clínica.[25][26]
- 2014 - Excellence Award 2014 otorgado por el'ESCMID(European Society of Clinical Microbiology and Infectious Diseases).
- 2021 - Premio Europeo de Ciencia Hipatia 2019-2020 de Ciencias de la vida y de la salud de la Academia Europæa y el Ayuntamiento de Barcelona.[27]